# Fókusztávolság
A fókusztávolság (f) az objektív jellemző paramétere, a nagyítás mértékének meghatározására használt mérőszám. Gyújtótávolságnak is nevezik. A fókusztávolság az optikai lencse fősíkja és fókuszpontja (F), illetve a homorú tükör pólusa (a tükröző felület és a tengely metszéspontja) és a fókuszpontja közötti távolság. A fókuszpont az a pont, ahová az objektív a párhuzamosan beeső fénysugarakat összegyűjti (konkáv (homorú) tükör, gyűjtőlencse), vagy a fénysugarak onnan indulnak ki (konvex (domború) tükör, szórólencse). A fókusztávolságot a gyártók milliméterben adják meg.

A vékony optikai (gyűjtő- és szóró-) lencse, valamint a (homorú és domború) tükör F fókuszpontja és f fókusztávolsága.

## Vékony optikai lencse
A vékony optikai lencse fókusztávolsága függ a lencse anyagának a közegre vonatkoztatott relatív törésmutatójától (n) és a lencsét határoló gömbfelületek sugarától (R1 és R2):
{\displaystyle {\frac {1}{f}}=(n-1)\left({\frac {1}{R_{1}}}+{\frac {1}{R_{2}}}\right).}
A nem elhanyagolható vastagságú lencse fókusztávolsága:
{\displaystyle {\frac {1}{f}}=(n-1)\left[{\frac {1}{R_{1}}}+{\frac {1}{R_{2}}}-{\frac {(n-1)d}{nR_{1}R_{2}}}\right],} ahol d a lencse vastagsága.

### Két lencse eredő fókusztávolsága
Két lencsét akkor kell alkalmazni, ha rövidebb fókusztávolságra van szükség, mint amilyen az egyes lencsék fókusztávolsága. 
Jelölje f1 és f2 a lencsék fókusztávolságát, és a két lencse érintkezzék egymással.
Az eredő fókusztávolság: {\displaystyle f={\frac {{f_{1}}{f_{2}}}{f_{1}+f_{2}}}} vagy {\displaystyle {\frac {1}{f}}={\frac {1}{f_{1}}}+{\frac {1}{f_{2}}}.}
(Ha a dioptriát használjuk:  {\displaystyle D=D_{1}+D_{2},} vagyis a dioptriák összeadódnak.)
A két lencse közötti l távolságot megnövelve a fókusztávolság is növekszik: {\displaystyle f={\frac {{f_{1}}{f_{2}}}{f_{1}+f_{2}-l}}.}

## Gömbtükör
Az r görbületi sugarú, kis nyílásszögű gömbtükör fókusztávolsága:
{\displaystyle f={\frac {r}{2}},} ebből következik, hogy a görbületi sugár a fókusztávolság kétszerese: r = 2f.

## Parabolatükör
A parabola paramétere a vezértengely (direktrix) és a fókuszpont közötti távolság. Ennek a távolságnak a fele a fókusztávolság:
{\displaystyle f={\frac {p}{2}}.}

## Optikai rendszerek
Az optikai rendszerek (például a fényképezőgép vagy a távcső) objektívjének nem egyszerű értelmezni a fókusztávolságát. Amíg egy optikai lencse vagy egy tükör fókusztávolsága állandó (fix), addig az optikai rendszereké lehet állandó vagy változó (zoom). Az utóbbinál a gyártók két adatot tüntetnek fel, milliméterben.
Az optikai rendszer fókusztávolságát tényleges gyújtótávolságnak (EFL: Effective Focal Length) nevezik, megkülönböztetve a rendszer elülső és hátsó gyújtótávolságától:
- Elülső fókusztávolság (Front focal length (FFL), vagy Front focal distance (FFD)):

{\displaystyle {\mbox{FFD}}=f\left(1+{\frac {(n-1)d}{nR_{2}}}\right),}
- Hátsó fókusztávolság (Back focal length (BFL), vagy Back focal distance (BFD)):

{\displaystyle {\mbox{BFD}}=f\left(1-{\frac {(n-1)d}{nR_{1}}}\right).}

## A fókusztávolság és a dioptria viszonya
A dioptria – jele D – a méterben mért fókusztávolság reciproka: {\displaystyle D={\frac {1}{f}},}
innen a fókusztávolság: {\displaystyle f={\frac {1}{D}},} centiméterben: {\displaystyle f={\frac {100}{D}}.}
Vannak esetek, amikor érdemes dioptriával számolni, például két lencse alkalmazásánál, ugyanis a két dioptria eredője az egyes dioptriák összege.
Legyen D1 = 3 és D2 = 2. Ekkor f1 = 33,33, f2 = 50. Az eredő dioptria: D = 3+2 = 5, az eredő fókusztávolság centiméterben:
{\displaystyle f={\frac {{f_{1}}{f_{2}}}{f_{1}+f_{2}}}={\frac {33,3{\dot {3}}\cdot 50}{33,3{\dot {3}}+50}}=20{\text{ cm}}.}

## Fordítás
- Ez a szócikk részben vagy egészben  a    Focal length című angol Wikipédia-szócikk fordításán alapul.  Az eredeti cikk szerkesztőit annak laptörténete sorolja fel. Ez a jelzés csupán a megfogalmazás eredetét és a szerzői jogokat jelzi, nem szolgál a cikkben szereplő információk forrásmegjelöléseként.

## Külső források
- IT Szótár – fókusztávolság
- Csillagászati műszertechnika
- Alapfokon: Objektívek – Gyújtótávolság

## Megjegyzés
Előfordulhat, hogy a jelek a szakirodalomban használtaktól eltérőek.